# Cis insulicola
Cis insulicola är en skalbaggsart som beskrevs av Dalla Torre 1911. Cis insulicola ingår i släktet Cis och familjen trädsvampborrare. Inga underarter finns listade i Catalogue of Life.